# Усть-Тула
Усть-Ту́ла — деревня в Болотнинском районе Новосибирской области России. Входит в состав Новобибеевского сельсовета.

## География
Площадь деревни — 29 гектар

## Население
| 2002 | 2007 | 2010 |
| ---- | ---- | ---- |
| 10   | ↘2   | ↘1   |

## Инфраструктура
В деревне по данным на 2007 год отсутствует социальная инфраструктура.